# Euclystis lala
Euclystis lala är en fjärilsart som beskrevs av Druce 1890. Euclystis lala ingår i släktet Euclystis och familjen nattflyn. Inga underarter finns listade i Catalogue of Life.